# ウダーチナヤ・パイプ
座標: 北緯66度26分 東経112度19分 / 北緯66.433度 東経112.317度

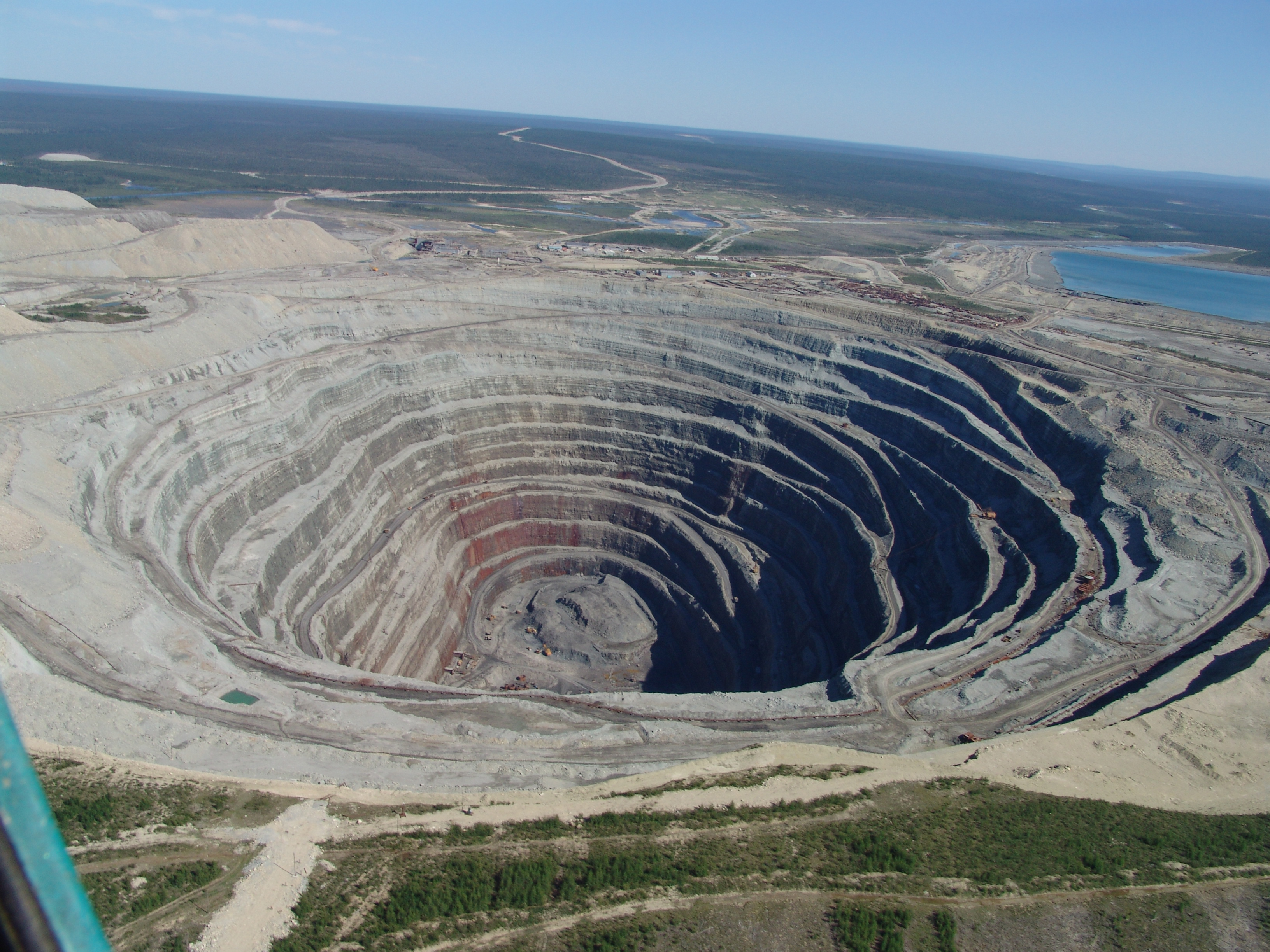
ウダーチヌイの露天掘りダイヤモンド鉱山、ウダーチナヤ・パイプ

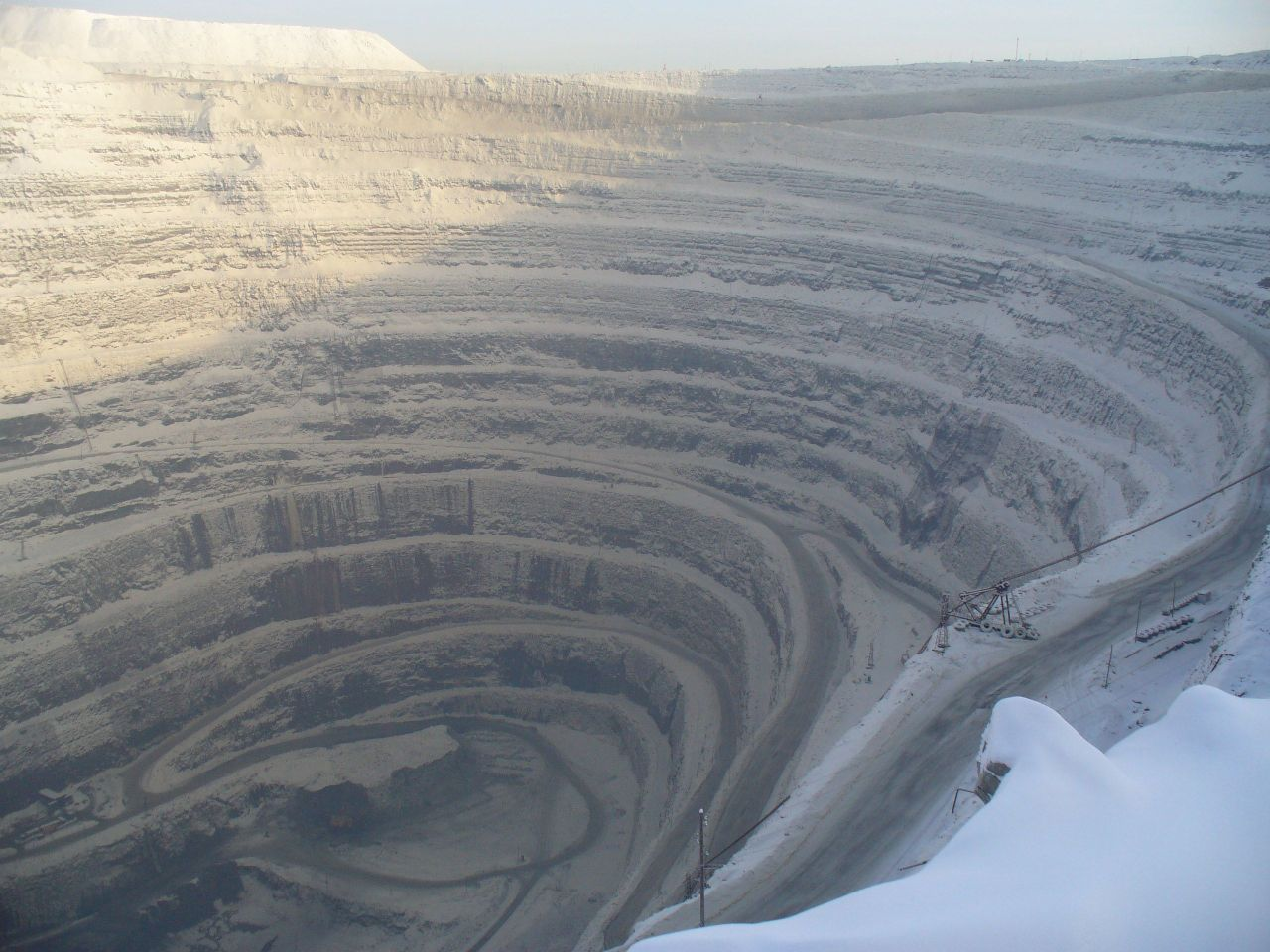
ウダーチナヤ・パイプの内部

ウダーチナヤ・パイプ（Udachnaya pipe、ロシア語: Трубка Удачная、「成功のパイプ」）は、ロシア連邦サハ共和国北西部の都市ウダーチヌイにあるダイヤモンド鉱山の露天掘りの縦坑。
位置は北緯66度26分00秒 東経112度19分00秒 / 北緯66.43333度 東経112.31667度。レナ川水系のヴィリュイ川流域にあり、ヴィリュイ川本流よりも北方の内陸に入った支流マルハ川の上流地域にある。
北極圏の数キロ南に位置するこの地域では、1955年6月15日にV.N.シチューキンらによりキンバーライトの鉱床（キンバーライト・パイプ）が発見された。ミールヌイでのミール・パイプ（ミール鉱山）発見の2日後のことであった。
露天掘り鉱山ウダーチナヤ・パイプは、東と西の二つの螺旋状の穴が隣接し、縦坑の深さは600mを超えており、ミールヌイのミール・パイプに匹敵する大きさで世界最大級の採石場である。ロシア最大のダイヤモンド企業アルローサ（ALROSA）が管理・操業しているが、露天掘りはすでに中止されており地下坑道での操業に移行する予定になっている。